# お元
お元（おもと、生没年不詳）は、江戸時代末期（幕末）の長崎芸妓。坂本龍馬の恋人として描かれることが多い。

## 概要
肥前国漁師村茂木の生まれといわれる。慶応年間、長崎で亀山社中（後の海援隊）を結成した出張中の坂本と知り合い、浮き名を流していたとされる。
不明な点が多く、明治初年に長崎芸妓がリストアップされた資料によれば、「おもと」名義の女性が2名ほど確認されているが、関連性は不明。
史実では不明な点が多いながら、NHK大河ドラマ『龍馬伝』では、坂本を陰ながら命がけで助ける様子が蒼井優による演技と共に描かれており、他の多くの作品でも同様に描かれている。